# Angels Fall First
Angels Fall First — дебютний студійний альбом фінського гурту Nightwish, який вийшов на Spinefarm у 1997 році. Обмежена редакція  у 500 копій налічує тільки сім треків, двох із яких немає у звичайному виданні.  Хоча єдиний  сингл The Carpenter (містив також  по пісні гуртів Children of Bodom і Thy Serpent), досяг третього номера в офіційному фінському чарті, але група не досягла популярності у себе на батьківщині поки не вийшов другий альбом, Oceanborn. Чоловічі вокальні партії в таких піснях як «Beauty and the Beast», «The Carpenter», «Astral Romance» і «Once Upon a Troubadour» виконував Туомас Холопайнен. У пісні «Elvenpath» використовуються аудіо-записи з прологу The Lord of the Rings, знятого режисером Ralph Bakshi.

## Список композицій
1. «Elvenpath» 4:40
2. «Beauty And The Beast» 6:24
3. «The Carpenter» 5:57
4. «Astral Romance» 5:12
5. «Angels Fall First» 5:34
6. «Tutankhamen» 5:31
7. «Nymphomaniac Fantasia» 4:47
8. «Know Why The Nightingale Sings» 4:14
9. «Lappi (Lapland)»
  1. «Erämaajärvi» 2:15
  2. «Witchdrums» 1:18
  3. «This Moment Is Eternity» 3:12
  4. «Etiäinen» 2:34

## Обмежена редакція
1. «Astral Romance»
2. «Angels Fall First»
3. «The Carpenter»
4. «Nymphomaniac Fantasia»
5. «Once Upon A Troubadour»
6. «A Return To The Sea»
7. «Lappi (Lapland)»
  1. «Erämaajärvi»
  2. «Witchdrums»
  3. «This Moment Is Eternity»
  4. «Etiäinen»

## Учасники запису
- Туомас Холопайнен — композитор, клавишні, вокал
- Емппу Вуорінен — гітара
- Юкка Невалайнен — ударні
- Тар'я Турунен — вокал